# Tambacounda
Tambacounda je město ve východním Senegalu. V roce 2023 ve městě žilo 149 071 obyvatel a šlo tak o nejlidnatější město ve východní části státu. Leží asi 400 kilometrů jihovýchodně od Dakaru, přičemž je hlavním městem stejnojmenné provincie. Leží v poměrně řídce osídlené oblasti sahelu a panuje zde semiaridní podnebí. Bylo založeno v 18. století Mandiky. V letech 1913 až 2018 zde byla provozována železnice, která však musela být v roce 2018 uzavřena v důsledku špatně udržované železniční tratě. Většinu obyvatel města tvoří muslimové. Jižně od města leží Národní park Niokolo-Koba a nachází se zde také Letiště Tambacounda.